# Francis Jauréguiberry
Pour les articles homonymes, voir Jauréguiberry.
Francis Jauréguiberry est un sociologue français né à Bayonne.

## Biographie
Professeur à l’université de Pau et des pays de l'Adour, ses recherches portent sur les nouveaux rapports au temps et à l’espace générés par l’extension des Technologies de l'information et de la communication, ainsi que sur les notions d’identité et de sujet dans une société hypermoderne. Il est par ailleurs un spécialiste des problèmes politiques et identitaires au Pays basque.
Il est, avec Serge Proulx, cofondateur et coresponsable du groupe de recherche « Sociologie de la communication » de l’Association internationale des sociologues de langue française. Il a coordonné le projet «DEconnexion VOlontaire des Technologies de l'Information et de la Communication» (DEVOTIC) de l’Agence nationale de la recherche (ANR) d’octobre 2010 à juillet 2014. Ce projet a mobilisé une quinzaine de chercheurs issus de cinq laboratoires des universités de Bordeaux, Paris, Pau, Toulouse, et Ottawa. Un site a été créé afin de recueillir des témoignages et des articles de chercheurs, pour analyser les raisons des déconnexions des utilisateurs expérimentés. Les résultats en sont présentés dans plusieurs publications. Plusieurs types de déconnexions ont été identifiés : une déconnexion comme sortie de secours face au danger (burn-out) ; une déconnexion volontaire, partielle et ponctuelle ; une déconnexion professionnelle, reconnue par le droit et souhaitable pour la stratégie de l'entreprise ; une déconnexion privée, éphémère et partielle, induite par une prise de risque et un besoin de faire le point. La déconnexion est finalement une épreuve dans notre société hypermoderne : une épreuve pour l'individu contemporain qui, même s'il se sent entouré grâce aux TIC, reste quand même seul face à sa propre vie. 

### Ouvrages
- Le voyageur hypermoderne. Partir dans un monde connecté, Érès (coll. Sociologie clinique), 2016, 150 p. coécrit avec Jocelyn Lachance.
- Usages et enjeux des technologies de communication, Érès (coll. Poche - Société), 2011, 143 p., coécrit avec Serge Proulx

- Question nationale et mouvements sociaux en Pays Basque, l’Harmattan (coll. Questions Contemporaines), 2007, 392 p. (Première édition : École des Hautes Études en Sciences Sociales, 1983)

- Les branchés du portable. Sociologie des usages, PUF (coll. Sociologie d’aujourd’hui), 2003, 200 p.
- L'internet, nouvel espace citoyen ?, l'Harmattan (coll. Logiques Sociales), 2003, 254 p., coécrit avec Serge Proulx

- Le basque à l'école maternelle et élémentaire, Université de Pau et des Pays de l'Adour, 1993, 49 p.

- Un goût d'ubiquité: usages sociaux du visiophone, Institut de recherche sur les sociétés et l'aménagement, 1989, 121 p.

### Chapitres d’ouvrages (sélection)
- « Peut-on encore se déconnecter de temps en temps ? », in A la recherche du temps. Individus hyperconnectés, société accélérée : tensions et transformations (éd. Nicole Aubert), Eres, 2018, p. 25-37.
- « Le local ne disparaît pas : il devient mondial », in La société éclatée. Le retour de l’objet local (éds. Franck Cormerais et Pierre Musso), l’Aube, 2014, p. 41-49.
- « Retour sur les théories du non-usage des technologies de communication », in Connexions : communication numérique et lien social (éds. S. Proulx et A. Klein), Presses universitaires de Namur, 2012, p. 335-350.
- « L’exposition de soi sur Internet : un souci d’être au-delà du paraître », in Les tyrannies de la visibilité (éds. N. Aubert et C. Haroche), Toulouse, Érès, 2011, p. 131-144.
- « The Basque Language in the French State », in The legal status of the basque language today (éd. G. Totoricagüena et I. Urrutia), Donostia, Eusko Ikaskuntza, 2008, p. 221-241.
- « L’immédiateté télécommunicationnelle », in Nouvelles technologies et mode de vie (éd. Ph. Moati), La Tour d’Aigues, l’Aube, 2005, p. 85-98.
- « Hypermobilité et télécommunication », in Les sens du mouvement. Modernité et mobilités dans les sociétés urbaines contemporaines (éds. S. Allemand, F. Ascher et J. Levy), Paris, Belin, 2004, p. 130-138.
- « Le local à l’heure d’Internet », in Retours de l'utopie. Recompositions des espaces et mutations du politique (éd. P. Boudreault), Québec, Presses de l’Université Laval, 2003, p. 353-364.
- « L’homme branché : mobile et pressé », in Modernité : la nouvelle carte du temps (éds. F. Ascher et F. Godard), La Tour d'Aigues, l’Aube, 2003, p. 155-167.

### Articles (sélection)
- « L'individu hypermoderne face aux big data », Sociologie et sociétés, vol. 49, n° 2, 2018, p. 33-58.
- « Les technologies de communication : d’une sociologie des usages à celle de l’expérience hypermoderne », Cahiers de recherche sociologique, 2015, n° 59-60, p. 183-197.
- « La déconnexion aux technologies de la communication », Réseaux, 2014, n° 186, pp. 17-49.
- « Pratiques soutenables des technologies de communication », International Journal of Projectics, 2010, n° 6, p. 107-120.
- « De l’usage des technologies de l’information et de la communication comme apprentissage créatif », Éducation et société, 2008, n° 22, p. 29-42.
- « Les téléphones portables, outils du dédoublement et de la densification du temps : un diagnostic confirmé », Tic&société, vol. 1, no 1, 2007, p. 79-103.
- « De la déconnexion aux TIC comme forme de résistance à l’urgence », Communication et organisation, n° 29, 2006, pp. 195-203.
- « Le Moi, le Soi et Internet », Sociologie et société, vol. 32, n° 2, 2001, p. 135-151.
- « Mobile telecommunications and the management of time », Social Science Information Information en sciences sociales, vol. 39, n° 2, 2000, p. 255-268.